# Islas Cíclope
La Islas Cíclope (en italiano: Isole Ciclopi o bien isole dei Ciclopi, o faraglioni dei Ciclopi o di Aci Trezza) son un pequeño archipiélago de Sicilia, en la Italia insular.
Las islas Cíclope, están incluidas en el área marina protegida Islas Cíclope (Area marina protetta Isole Ciclopi), en territorio de la comuna de Aci Castello. El archipiélago se compone de:
- la isla Lachea (l'isola Lachea)
- Farallón grande (il faraglione Grande)
- Farallón pequeña (il faraglione Piccolo)

Otros cuatro escollos dispuestas en forma de un arco.